# Abdul Haq al-Turkistani

Memtimin Memet, (10 de octubre de 1971), más conocido en su nombre de guerra Abdul Haq al-Turkistani, es un militante y terrorista islámico uigur que lidera el Partido Islámico de Turkestán. 
Actualmente su paradero es desconocido, pero rumores dicen que se encuentra residiendo en Kabul, Afganistán. El Departamento del Tesoro de Estados Unidos informó que asumió el liderazgo de la organización en 2003, tras la muerte de su líder anterior, y ocupó un asiento en la shura (comité central) de Al Qaeda en 2005.

## Biografía
En octubre de 2008, funcionarios de seguridad chinos publicaron media docena de sus alias. Informaron que abandonó China en marzo de 1998 y se convirtió en oficial de entrenamiento en un campamento en un país del sur de Asia, después de la Caida de Kabul en 2021 se sospecha que esta radicando actualmente en Kabul, Afganistán, obteniendo una red de alianzas con los talibanes.
Los detenidos uigures en la Bahía de Guantánamo "confesaron" haber sido entrenados por Abdul Haq y Hassan Mahsum en Afganistán. Haq amenazó con atentados terroristas en los Juegos Olímpicos de Pekín 2008. El mando de Al Qaeda consideraba a Abdul Haq una figura autoritaria y lo envió a reunirse con facciones talibanes junto con sus comandantes.